# Elecciones generales de Antigua y Barbuda de 1971
Las elecciones generales de Antigua y Barbuda de 1971 tuvieron lugar el 11 de febrero del mencionado año con el objetivo de elegir a los 17 miembros de la Cámara de Representantes, con base en cuya composición se integró el Senado, configurando ambas cámaras del Parlamento de Antigua y Barbuda para el período 1971-1976. Se trató de las primeras elecciones que tenían lugar después de la conversión de Antigua y Barbuda en un «Estado Libre Asociado» con el Reino Unido en febrero de 1967, poniendo fin a su período como colonia y concediendo el pleno autogobierno parlamentario sobre los asuntos internos del territorio. Fueron las sextas elecciones regulares de la historia antiguana y las quintas bajo sufragio universal.
El período previo a las elecciones estuvo caracterizado por una creciente agitación política. Después de la concesión del autogobierno total, la prácticamente indiscutida hegemonía del gobernante Partido Laborista de Antigua (ALP), encabezado por el premier Vere Cornwall Bird, entró en crisis por primera vez después de veinte años. El Sindicato de Trabajadores y Oficios de Antigua (ATLU), central sindical única del país y factor clave en el poder absoluto del régimen de Bird, se dividió con la fundación de la Unión de Trabajadores de Antigua (AWU). La AWU enfrentó represión por parte del gobierno, lo que provocó crecientes tensiones que resultaron en una serie de disturbios civiles a lo largo de 1968, los cuales no se calmaron hasta que el gobierno de Bird dio marcha atrás y aprobó leyes que protegían la libertad de afiliación sindical, permitiendo a la AWU tomar fuerza. La facción política del AWU, dirigida por George Walter, se alió con los sectores de la oposición conservadora, encabezados por Robert Hall, para fundar el Movimiento Laborista Progresista en abril de 1968. El PLM ganó una serie de elecciones parciales ese mismo año y obtuvo cuatro escaños en el parlamento, convirtiéndose en el primer partido distinto al ALP en obtener representación legislativa y asumiendo Hall como líder de la Oposición. Sin embargo, Walter fue visto como actor dominante del partido y consolidó rápidamente su liderazgo de cara a las elecciones, convirtiendo al PLM en el primer desafío serio para el dominio del ALP desde su fundación.
Se trató de las primeras elecciones genuinamente competitivas en la historia de Antigua y Barbuda y, como resultado, la campaña electoral fue profundamente divisiva y polarizada. El hecho de que tanto el ALP como el PLM tuvieran origen sindical (fuera de la alianza del PLM con los sectores conservadores y del ALP con los inversionistas extranjeros) condujo a que sus plataformas políticas no difirieran demasiado, con ambas fuerzas coincidiendo en la necesidad de atraer inversión extranjera para el sector turístico para diversificar la economía respecto a las plantaciones azucareras. Sus principales diferencias fueron los constantes ataques entre los dirigentes partidarios. El ALP dedicó su campaña a defender su historial en el poder y enfatizar la amplia experiencia de sus dirigentes, mientras que el PLM enfocó su discurso en las críticas a la gestión del ALP y al propio liderazgo de Bird, acusando al gobierno de ser corrupto, autoritario e ineficaz, y de haber abandonado al movimiento obrero para adherir a los intereses del «capital blanco».
A pesar de las dificultades en torno al proceso, las críticas a la ley electoral obsoleta, el registro de votantes y la distribución de las circunscripciones, las elecciones se consideraron en gran medida libres y justas. Catapultado por el voto más joven y su capacidad para capitalizar el descontento contra el gobierno, PLM obtuvo una aplastante victoria con el 57,72% de los votos y ganó 13 de los 17 escaños, arrasando principalmente en la ciudad de Saint John y sus alrededores y ganando la circunscripción de Barbuda. El ALP obtuvo un 37,90% de los votos y obtuvo solo 4 escaños, mientras que el propio Bird resultó sorpresivamente derrotado en su circunscripción luego de veinticinco años en el Parlamento. El Partido Popular de Antigua (APP), una facción del PLM que se había opuesto a asociarse con los sindicatos, obtuvo el 3,52% de los votos y ninguno de sus candidatos resultó electo, mientras que los candidatos independientes reunieron un 0,87% de los votos. La participación oficial fue del 55,92% del electorado registrado, aunque debido a las irregularidades en el procedimiento de registro electoral es posible que fuera relativamente más alta. Tres días después de las elecciones, Walter sucedió formalmente a Bird como premier de Antigua y Barbuda, encabezando el primer gobierno ajeno al ALP.

## Contexto

### Antecedentes políticos
El camino de Antigua y Barbuda hacia el autogobierno comenzó con el surgimiento de un poderoso movimiento sindical en 1939, el Sindicato de Trabajadores y Oficios de Antigua (ATLU), que constituyó el Partido Laborista de Antigua (ALP) como su brazo político en 1946, en preparación para la elección directa de cinco integrantes del Consejo Legislativo de la colonia. El principal dirigente de este movimiento a partir de 1943 fue Vere Conrwall Bird, que encabezó la ATLU en una prolongada huelga para exigir mejores condiciones para la clase trabajadora negra en 1951, y luego al ALP a convertirse en el partido dominante del archipiélago en las primeras elecciones bajo sufragio universal ese mismo año, ganando todos los escaños parlamentarios, hazaña que repetiría en las siguientes tres elecciones. Bird fue finalmente juramentado como Ministro Principal el 1 de enero de 1960, convirtiéndose en el primer jefe de Gobierno democráticamente electo del territorio. Alrededor de un 92% de los antiguanos eran trabajadores negros, convirtiendo a Antigua y Barbuda en una de las sociedades más étnicamente homogéneas del Caribe anglófono. El bloque ALP-ATLU liderado por Bird era la única fuerza política representativa de este sector abrumadoramente mayoritario de la población, por lo que monopolizó el poder político con rapidez y facilidad a medida que el régimen colonial británico iba cediendo espacio a las instituciones electas.
Durante todo este período, la oposición antiguana estuvo compuesta en su mayoría por la minoría blanca británica y portuguesa, que conformaban la exigua clase media y terrateniente, o por los sectores regionalistas de la isla de Barbuda. Esto dificultó su margen de maniobra tanto para acceder a buena parte del electorado como para operar de manera unificada y postular una gran cantidad de candidatos, facilitando la hegemonía del ALP. De cara a las elecciones generales de 1965, el agricultor blanco Robert Hall fundó el Movimiento Democrático de Antigua y Barbuda, uniendo a las distintas facciones que conformaban la oposición y logrando presentar, por primera vez, un candidato opositor al ALP en cada circunscripción, con una plataforma centrada exclusivamente en consolidar una posición opositora que permitiera un mayor escrutinio sobre la administración del régimen de Bird. Este desafío resultó ser insuficiente y el ALP obtuvo el 78,88% de los votos, reteniendo por quinta vez consecutiva la totalidad de los escaños electos. Tras esta victoria, Bird llegó a un acuerdo con el gobierno británico para convertir a Antigua y Barbuda en un «Estado Libre Asociado» con Gran Bretaña, asumiendo como «Premier» el 27 de febrero de 1967.

### Cisma de 1967
La década de 1960 estuvo marcada por profundos traumas económicos, en el marco de la transición del archipiélago de una economía basada en la plantación de azúcar a una basada en el turismo. Estos cambios económicos provocaron profundas tensiones internas en el movimiento sindical. La puja se dio entre el gobierno de Bird, representante de sectores que ponían énfasis en la preservación de la estabilidad y la atracción de inversión extranjera, y el Secretario General de la ATLU, George Walter, exponente de una facción más joven que exigía mayores derechos para los trabajadores de la naciente industria turística y veían al liderazgo de Bird como envejecido y desconectado. La creciente independencia de Walter respecto a Bird corría el riesgo de romper la relación entre el gobierno del ALP con los sindicatos, claves para su permanencia en el poder. La creciente popularidad de Walter entre los trabajadores preocupaba a Bird, que comenzó a verlo como una amenaza para su supremacía política. El 5 de mayo de 1967, durante una reunión ejecutiva de la ATLU, Bird acusó a Walter de haber convencido al Barclays Bank de no emitir un préstamo al gobierno de Antigua (acusación más tarde probada como falsa), presentando una resolución para destituirlo como Secretario General.
Walter denunció que la ATLU ya no representaba eficazmente a los trabajadores por haberse subordinado al gobierno de Bird y que el gobierno de Bird ya no era representativo de la clase trabajadora por responder más a las inversiones extranjeras y a la nueva élite empresarial (compuesta principalmente por inversionistas estadounidenses y británicos), precipitando un cisma definitivo en el movimiento sindical. Once días después de su destitución, el 16 de mayo de 1967, fundó la Unión de Trabajadores de Antigua (AWU), que comenzó a adquirir adeptos y afiliados rápidamente. Existen discrepancias sobre el número de miembros de la ATLU que se pasaron a la AWU, pero históricamente se ha afirmado que hasta un 70% de los trabajadores sindicalizados cambió su afiliación, y fuentes allegadas al propio régimen de Bird reconocen un alto índice de deserción después de la ruptura. El gobierno del ALP y la élite empresarial reaccionaron rápidamente para suprimir el nuevo movimiento opositor. Aunque la AWU no fue criminalizada, se emplearon tecnicismos legales para restringir su accionar y los empresarios no reconocieron a la AWU como representante legítimo de los trabajadores a la hora de entablar negociaciones. Mientras tanto, los medios de comunicación afines al gobierno (como el medio oficial del ALP, The Voice) emplearon una retórica polarizante que buscó relacionar a Walter y su movimiento con la clase terrateniente de la colonia. Irónicamente, esto no debilitó a la oposición, sino que terminó contribuyendo a facilitar la cooperación entre la AWu y la dividida oposición conservadora.
La represión contra la AWU fue sumamente impopular y enfrentó condenas en toda la región, también sacudida por disturbios sociales similares. Dada la profunda legitimidad política de la que gozaban las organizaciones sindicales en el Caribe anglófono como primer órgano de representación democrática de la población mayoritaria de casi todos estos países, la represión de un sindicato se consideró una práctica propia del régimen colonial anterior. Las medidas represivas solo lograron un aumento del descontento, que se tradujo en protestas contra el gobierno a lo largo de los años 1967 y 1968. En marzo de 1968, con el apoyo del gobierno británico, Bird declaró el estado de emergencia, imponiendo restricciones sociales como un toque de queda y una presencia policial permanente en las calles. Tales medidas no disminuyeron las protestas sino que las intensificaron, transformándose en huelgas generales continuadas. La policía respondió a las manifestaciones con gas lacrimógeno y otros actos violentos. El 20 de marzo, luego de una conferencia convocada por el gobernador entre Bird y Walter, se llegó a un acuerdo entre ambas partes para resolver las disputas pacíficamente. A cambio de que los trabajadores terminaran la huelga, la AWU obtuvo reconocimiento como organización sindical, se levantó el estado de emergencia y se crearon cuatro circunscripciones electorales nuevas para garantizar una representación parlamentaria más equitativa.

### Elecciones parciales de 1968
Con la creación de las cuatro nuevas circunscripciones, se programaron elecciones complementarias para el 22 de agosto de 1968. Aunque la AWU había demostrado ser una fuerza sindical formidable, esencialmente carecía de organización política y no tenía un partido afín. Walter se acercó al ABDM y a su líder, Robert Hall, con miras a establecer una coalición que hiciera frente al ALP. El 24 de abril de 1968, se fundó el Movimiento Laborista Progresista (PLM), con la estructura política del ABDM y la incorporación del sector político de la AWU. El nuevo partido se encontraba muy fraccionado y representaba a diversas clases y etnias. Sin embargo, la situación política polarizada del país llevó a que se estableciera una dicotomía entre «Laboristas y Opositores», debilitando el anterior esquema político exclusivamente basado en la clase y la etnia. En las elecciones parciales, el PLM obtuvo un triunfo abrumador, con un 71% de los votos, aunque la concurrencia a votar fue de solo el 44% de los electores registrados. Las cuatro circunscripciones fueron a manos del nuevo partido, con el propio Hall y Reuben Harris, Donald Halstead y Sydney Prince convirtiéndose en los primeros parlamentarios ajenos al ALP desde la instauración del sufragio universal. Hall fue juramentado de este modo como primer líder de la Oposición de Antigua y Barbuda.

## Sistema electoral
| Mapa                   | Circunscripción        | Parlamentarios         | Parlamentarios         | Parlamentarios |
| ---------------------- | ---------------------- | ---------------------- | ---------------------- | -------------- |
|                        | St. John's City West   | Donald Halstead        |                        | PLM            |
| St. John's City East   | Reuben Henry Harris    |                        | APP                    |                |
| St. John's City South  | Edmund H. Lake         |                        | ALP                    |                |
| St. John's Rural West  | Vere Cornwall Bird     |                        | ALP                    |                |
| St. John's Rural South | George A. Sheppard     |                        | ALP                    |                |
| St. John's Rural East  | Sydney Prince          |                        | PLM                    |                |
| St. John's Rural North | Denfield W. Hurst      |                        | ALP                    |                |
| St. Mary's North       | Robert Hall            |                        | PLM                    |                |
| St. Mary's South       | Bradley T. Carrott     |                        | ALP                    |                |
| St. Luke               | Circunscripción creada | Circunscripción creada | Circunscripción creada |                |
| All Saints             | Circunscripción creada | Circunscripción creada | Circunscripción creada |                |
| St. George             | Joseph Myers           |                        | ALP                    |                |
| St. Peter              | Circunscripción creada | Circunscripción creada | Circunscripción creada |                |
| St. Philip North       | Donald Sheppard        |                        | ALP                    |                |
| St. Philip South       | Circunscripción creada | Circunscripción creada | Circunscripción creada |                |
| St. Paul               | Ernest E. Williams     |                        | ALP                    |                |
| Barbuda                | McChesney B.D. George  |                        | Ind.                   |                |

Los comicios se realizaron bajo el texto constitucional sancionado en febrero de 1967 y la ley electoral aprobada en agosto de 1970, tan solo seis meses antes de las elecciones. Bajo las normativas constitucionales vigentes, Antigua y Barbuda era un «Estado Libre Asociado» con el Reino Unido, conservando a Isabel II como Reina y con un gobernador para representar al monarca localmente, manteniendo un sistema parlamentario basado en el modelo Westminster. La mayor parte del poder político sobre los asuntos internos pasaría a manos del Parlamento de Antigua y Barbuda, el cual estaría compuesto por la Cámara de Representantes elegida por voto popular y directo para un mandato máximo de cinco años y el Senado designado en base al resultado de los comicios. El «Premier» y jefe de Gobierno, designado por el gobernador en representación de la Reina, debía ser el miembro de la Cámara de Representantes que gozara de la confianza de una mayoría de sus miembros (en general, se presupondría que sería el líder del partido político que se asegurara una mayoría). Por su parte, el líder parlamentario del partido con más escaños que no formara parte del gobierno ocuparía el puesto de líder de la Oposición.
La Cámara de Representantes de Antigua y Barbuda se compondría de diecisiete escaños, un aumento respecto a los catorce que tenía el Consejo Legislativo tras las elecciones generales de 1965 y las parciales de 1968, elegidos por medio de escrutinio mayoritario uninominal. Bajo este sistema, la isla de Antigua fue dividida en dieciséis circunscripciones, cada una de las cuales estaría representada por un miembro del Parlamento elegido a simple mayoría de votos. La isla de Barbuda tendría una única circunscripción separada. Todos los ciudadanos de Antigua y Barbuda mayores de veintiún años y en pleno uso de sus facultades mentales tendrían derecho a voto. Después de las elecciones a la Cámara, se realizaría la designación del Senado, compuesto también por diecisiete senadores cuyo mandato duraría el mismo tiempo que durase el de la Cámara. Diez senadores serían designados por consejo del premier, cuatro por consejo del líder de la Oposición, uno por respaldo del legislativo local de Barbuda, un ciudadano de Barbuda y otro de Antigua a discreción del gobernador.

## Partidos

### Partido Laborista de Antigua
Tras la ruptura del movimiento sindical, cualquier oposición interna al liderazgo de Vere Bird dentro del propio Partido Laborista de Antigua se vio definitivamente aplastada. Aunque las facciones internas continuarían dominando el partido durante décadas, el control del propio Bird permanecería indiscutido hasta su retiro en marzo de 1994. Debilitado por las continuas deserciones, el ALP se vio cada vez más restringido a su liderazgo de vieja guardia, más envejecido. Ocho de los diez parlamentarios laboristas elegidos en 1965, incluyendo el propio Bird, buscaron la reelección en sus circunscripciones. Además de la división sindical que desestabilizó la situación política en Antigua, el liderazgo de Bird debió enfrentar una crisis en Barbuda cuando el parlamentario McChesney George, miembro del ALP y antes aliado, reclamó una mayor autonomía para la isla y exigió ser nombrado jefe de Gobierno de la dependencia. Ante la negativa de Bird, George abandonó sus antiguas posturas a favor de la autonomía y pasó abiertamente a apoyar la secesión de Barbuda, lo que motivó su expulsión del partido. Buscando debilitar el liderazgo de George, Bird nominó a su propio hijo, Lester Bird, como candidato del ALP para la circunscripción de Barbuda, división que afectó negativamente al partido y le costó buena parte de sus apoyos en la dependencia insular (pasarían más de cuarenta años antes de que volviera a ganar una elección en la isla). Las elecciones de 1971 marcaron el comienzo de la influencia de los hijos de Bird, Lester Bird y Vere Bird Jr., sobre el manejo interno del ALP.

### Movimiento Laborista Progresista
El Movimiento Laborista Progresista se estableció formalmente como partido político el 24 de abril de 1968, ante la necesidad de una canalización partidaria del movimiento sindical de 1967 y las preparación para las inminentes elecciones parciales. Aunque fortalecido por el debilitamiento del ALP y el ascenso de un movimiento sindical alternativo, lo que les permitió ganar por aplastante margen los comicios parciales, el nuevo partido carecía de cohesión ideológica y partidaria, y se consideraba que era poco probable que pudiera ganar elecciones generales y gobernar efectivamente el país en ese estado. El compromiso político inicial indicaba que George Walter actuaría en nombre del movimiento sindical opositor para apuntalar al PLM, mientras que la dirección política quedaría en manos del líder de Oposición, Robert Hall. En el PLM coexistían figuras tan dispares como la de Hall, un agricultor blanco de posturas conservadoras, y el escritor ligado al movimiento del Poder Negro, Tim Hector. La alta cantidad de ideas diversas dentro del movimiento lo dejó al borde de la división en múltiples ocasiones. Una facción, encabezada por Rowan Henry, se oponía a la intervención de los sindicatos en la política partidaria y se separó para fundar el Partido Popular de Antigua (que más tarde se fusionaría con el ALP).
Buscando mostrar una imagen más unificada de la oposición de cara a la inminente campaña, el PLM emprendió un proceso de uniformización. Abandonando el anterior compromiso político, George Walter comenzó a intervenir más en el liderazgo hasta finalmente asumir como líder electoral del PLM, desplazando a Hall (aunque este conservó una posición importante). Mientras tanto, los miembros vinculados la AWU comenzaron a tomar un papel protagónico en la estructura partidaria. Este proceso, conocido como «Walterización», jugó un papel importante en unificar a la oposición antiguana en torno a un único liderazgo para enfrentarse a Bird. Las facciones del PLM, a pesar de sus distintos objetivos y opiniones, aceptaron el hecho de que consolidar el liderazgo de Walter, por lejos el más popular de sus dirigentes, era necesario para derrocar a Bird.

## Campaña
La campaña electoral fue intensa y polarizada, marcada por un clima político altamente cargado ante la primera competencia seria entre dos partidos políticos luego de décadas de hegemonía. Los partidos, especialmente el ALP y el PLM, se centraron más en ataques personales y estrategias emocionales que en debates sobre políticas. La retórica se centró en los líderes de los partidos y sus características, en lugar de en los planes de gobierno o en las propuestas para abordar los problemas nacionales. Esto se debió a que, en gran medida, ambos partidos coincidían en sus propuestas ideológicas, reconociendo la necesidad de atraer inversión extranjera para impulsar el incipiente sector turístico. Contrarrestado por los sucesos recientes, el ALP centró su discurso en la enfática defensa al legado político de Bird, así como en señalar los logros económicos y sociales bajo su largo gobierno, y sobre todo hcer hincapié en la estabilidad política. En general, buscaron deslegitimar al PLM como un partido capaz de gobernar, citando la falta de experiencia de sus miembros para administrar el país y la posibilidad de que se dieran luchas internas entre una oposición solo unificada por su rechazo al ALP.
Mientras tanto, el PLM centró su discurso en presentarse como una alternativa sólida, destacando la necesidad de un cambio real y fresco en el gobierno y utilizando un discurso que enfatizaba la transparencia, la inclusión y la responsabilidad. Buena parte de esta retórica se empleo para atacar la gestión del ALP, describiendo el liderazgo de Bird como corrupto y desconectado de la realidad del país, y contraponiendo a la población con una élite corrompida por el capital extranjero. Su lema de campaña fue «¡Afuera Ellos!» (en inglés: «Away with Them!»), y su manifiesto tenía un tono marcadamente crítico con la situación del país, llamando a la población a expulsar «la ineficiencia, la corrupción, la deshonestidad y el vicio». Reconociendo la amplia pluralidad de ideas entre sus miembros, el PLM intentó emplear eso a su favor, describiendo que, lejos de representar un problema, eran realmente una coalición de distintos estamentos de la sociedad antiguana que podía representarla mejor en su conjunto.

## Resultados

### Nivel general
La elección resultó en un aplastante triunfo para el Movimiento Laborista Progresista de George Walter, que obtuvo un 57,72% de los votos válidamente emitidos y una mayoría absoluta de 13 de los 17 escaños parlamentarios, logrando acceder al gobierno en su primera elección general. El PLM arrasó en las circunscripciones urbanas, obteniendo su mejor resultado en St. John's City West con un 73,56% de los votos para Donald Halstead. El segundo mejor desempeño fue para el propio Walter, que resultó electo por un aplastante 68,49% en All Saints. Sin embargo, los resultados mostraron una tendencia a la competencia bipartidista, pues Halstead y Walter fueron los únicos dos candidatos elegidos con más de dos tercios de los votos válidos en su distrito. El desempeño más débil del PLM fue en St. John's Rural North, una de las cuatro circunscripciones que perdió, donde obtuvo el 39,71%. En St. John's City East triunfó con el 48,17% de los votos, la primera vez desde la instauración del sufragio universal en la que un candidato se impuso en una circunscripción sin obtener una mayoría absoluta de votos. El PLM también ganó en la isla de Barbuda con la mitad exacta de los votos (50%), constituyendo la última vez hasta 2014 en la que un partido nacional con sede en Antigua ganó en Barbuda.
El Partido Laborista de Antigua experimentó un descalabro masivo, sufriendo la primera derrota de su historia y perdiendo un tercio del voto total obtenido en 1965 y más de la mitad del porcentaje de votos. Obtuvo un 37,90% de los votos y 4 escaños, lo que permanece hasta la fecha como su peor desempeño histórico que no sería superado ni siquiera por sus derrotas en 2004 y 2009. Sus derrotas más dramáticas fueron en St. John's Rural West, donde el propio Vere Bird perdió el escaño que había ocupado durante más de veinticinco años ante Selvyn Walter, que competía por primera vez, por un margen de más de quince puntos, así como en Barbuda, donde el hijo de Bird, Lester Bird, obtuvo un 16,82% de los votos (el peor resultado del partido en la jornada y, hasta la fecha, el peor resultado histórico para un candidato del ALP en cualquier circunscripción) y se ubicó tercero detrás del parlamentario en ejercicio McChesney George, que compitió como independiente y logró el 26,30%. El ALP solo triunfó en cuatro circunscripciones: St. John's Rural North, St. Peter, St. Philip North y St. Paul, siendo su mejor resultado en esta última con un 56,95% de los votos.
El Partido Popular de Antigua, fundado como una escisión temprana del PLM, no logró obtener un buen resultado y obtuvo solo el 3,52% de los votos, con casi la totalidad de sus candidatos perdiendo sus depósitos. El único que logró retenerlo fue su propio líder, Rowan Henry, con un 13,46% en St. John's City East. Los tres candidatos independientes que compitieron reunieron juntos un 0,87%. La participación fue del 55,92% del electorado registrado. Aunque siguió siendo bastante baja, reflejó un aumento del interés político de la sociedad. Asimismo, se estima que las deficiencias en la confección y depuración del censo electoral resultaron en que el porcentaje de concurrencia se viera más bajo de lo que realmente fue. De todas formas, la elección fue reconocida como razonablemente libre y justa, facilitando el primer cambio de gobierno por medios democráticos en la historia de la nación caribeña.
|  | 57.72 % |

|  | 37.90 % |

|  | 3.52 % |

|  | 0.87 % |

|  | 97.71 % |

|  | 2.29 % |

|  | 100.00 % |

|  | 55.92 % |

### Resultado por isla
| Isla    | PLM   | PLM    | PLM     | ALP   | ALP    | ALP     | APP   | APP   | APP     | Ind.  | Ind.   | Ind.    | Votos válidos | Votos válidos | Blancos/Anulados | Blancos/Anulados | Participación | Participación |
| Isla    | Votos | %      | Escaños | Votos | %      | Escaños | Votos | %     | Escaños | Votos | %      | Escaños | Votos         | %             | Votos            | %                | Votos         | %             |
| ------- | ----- | ------ | ------- | ----- | ------ | ------- | ----- | ----- | ------- | ----- | ------ | ------- | ------------- | ------------- | ---------------- | ---------------- | ------------- | ------------- |
| Antigua | 9.550 | 57,91% | 12      | 6.338 | 38,44% | 4       | 566   | 3,43% | —       | 36    | 0,22%  | —       | 16.490        | 97,66%        | 395              | 2,34%            | 30.323        | 55,68%        |
| Barbuda | 211   | 50,00% | 1       | 71    | 16,82% | —       | 29    | 6,87% | —       | 111   | 26,30% | —       | 424           | 99,53%        | 2                | 0,47%            | 629           | 67,41%        |
| Total   | 9.761 | 57,72% | 13      | 6.409 | 37,90% | 4       | 595   | 3,52% | 0       | 147   | 0,87%  | 0       | 16.912        | 97,71%        | 397              | 2,29%%           | 30.952        | 55,92%        |

### Resultados por circunscripción
|  | 73.56 % |

|  | 23.93 % |

|  | 2.51 % |

|  | 96.80 % |

|  | 3.20 % |

|  | 100.00 % |

|  | 40.98 % |

|  | 48.17 % |

|  | 38.37 % |

|  | 13.46 % |

|  | 96.78 % |

|  | 3.22 % |

|  | 100.00 % |

|  | 76.70 % |

|  | 57.48 % |

|  | 31.60 % |

|  | 10.92 % |

|  | 99.00 % |

|  | 1.00 % |

|  | 100.00 % |

|  | 42.68 % |

|  | 56.01 % |

|  | 42.43 % |

|  | 1.56 % |

|  | 98.25 % |

|  | 1.75 % |

|  | 100.00 % |

|  | 50.75 % |

|  | 64.27 % |

|  | 33.69 % |

|  | 2.04 % |

|  | 98.73 % |

|  | 1.27 % |

|  | 100.00 % |

|  | 52.97 % |

|  | 56.26 % |

|  | 37.01 % |

|  | 6.74 % |

|  | 99.68 % |

|  | 0.32 % |

|  | 100.00 % |

|  | 59.40 % |

|  | 50.46 % |

|  | 39.71 % |

|  | 9.84 % |

|  | 99.64 % |

|  | 0.36 % |

|  | 100.00 % |

|  | 69.13 % |

|  | 59.72 % |

|  | 40.28 % |

|  | 98.49 % |

|  | 1.51 % |

|  | 100.00 % |

|  | 53.36 % |

|  | 61.74 % |

|  | 38.26 % |

|  | 97.73 % |

|  | 2.27 % |

|  | 100.00 % |

|  | 60.56 % |

|  | 62.93 % |

|  | 34.21 % |

|  | 2.86 % |

|  | 97.01 % |

|  | 2.99 % |

|  | 100.00 % |

|  | 58.89 % |

|  | 68.49 % |

|  | 27.75 % |

|  | 2.24 % |

|  | 1.52 % |

|  | 98.44 % |

|  | 1.56 % |

|  | 100.00 % |

|  | 69.17 % |

|  | 59.12 % |

|  | 40.88 % |

|  | 97.40 % |

|  | 2.60 % |

|  | 100.00 % |

|  | 68.52 % |

|  | 51.79 % |

|  | 42.84 % |

|  | 3.71 % |

|  | 1.66 % |

|  | 97.14 % |

|  | 2.86 % |

|  | 100.00 % |

|  | 61.40 % |

|  | 51.21 % |

|  | 45.82 % |

|  | 2.96 % |

|  | 97.89 % |

|  | 2.11 % |

|  | 100.00 % |

|  | 64.02 % |

|  | 54.53 % |

|  | 44.51 % |

|  | 0.96 % |

|  | 97.33 % |

|  | 2.67 % |

|  | 100.00 % |

|  | 68.37 % |

|  | 56.95 % |

|  | 39.80 % |

|  | 3.25 % |

|  | 91.00 % |

|  | 9.00 % |

|  | 100.00 % |

|  | 50.17 % |

|  | 50.00 % |

|  | 26.30 % |

|  | 16.82 % |

|  | 6.87 % |

|  | 99.53 % |

|  | 0.47 % |

|  | 100.00 % |

|  | 67.41 % |